# Jacob Rinne
Jacob Karl Anders Rinne (ur. 20 czerwca 1993 w Laxå) – szwedzki piłkarz występujący na pozycji bramkarza w Djurgårdens IF, złoty medalista mistrzostw Europy U-21.

## Kariera klubowa

### Początki
Rinne karierę piłkarską rozpoczynał w Laxå IF. W 2010 został piłkarzem BK Forward, w którym występował do 2013.

### Örebro SK
30 maja 2013 został zawodnikiem Örebro SK, z którego został wypożyczony na pół roku do BK Forward. W Allsvenskan zadebiutował 30 marca 2014 w wygranym 2:1 meczu z Halmstads BK. W pierwszej lidze szwedzkiej w barwach Örebro rozegrał łącznie 37 spotkań.

### KAA Gent
Latem 2016 przeszedł do KAA Gent. W barwach tego zespołu swój pierwszy mecz rozegrał 28 lipca 2016 w eliminacjach do Ligi Europy z rumuńskim Viitorul Konstanca (5:0). W lidze belgijskiej wystąpił w 13 spotkaniach.

### Aalborg BK
17 sierpnia 2017 został piłkarzem Aalborg BK. Podpisał z tym klubem kontrakt do 2022 roku. W Superligaen zadebiutował 11 września 2017 w meczu z Silkeborgiem (2:1). Podczas gry w Aalborgu był podstawowym bramkarzem zespołu, w którym łącznie rozegrał 162 ligowe spotkania.

### Al-Fateh SC
Latem 2022, po wypełnieniu kontraktu z Aalborgiem, Rinne przeszedł do saudyjskiego Al-Fateh SC. W Saudi Professional League zadebiutował 31 sierpnia 2022 w wygranym 5:0 spotkaniu z Al Batin FC. Łącznie w tych rozgrywkach wystąpił w 60 meczach.

### Djurgårdens IF
12 sierpnia 2024 został zawodnikiem Djurgårdens IF.

## Kariera reprezentacyjna
Rinne występował w reprezentacji Szwecji do lat 19 oraz w kadrze U-21. W 2015 został powołany na Mistrzostwa Europy U-21, które wygrała Szwecja.
W pierwszej reprezentacji zadebiutował 10 stycznia 2016 w wygranym 3:0 meczu towarzyskim z Finlandią. W 62. minucie tego spotkania zastąpił Patrika Carlgrena.

## Statystyki

### Klubowe
Stan na 13 sierpnia 2024
| Sezon   | Klub              | Kraj             | Rozgrywki                 | Mecze | Bramki |
| ------- | ----------------- | ---------------- | ------------------------- | ----- | ------ |
| 2010    | BK Forward        | Szwecja          | Ettan Norra               | 19    | 0      |
| 2011    | BK Forward        | Szwecja          | Ettan Norra               | 26    | 0      |
| 2012    | BK Forward        | Szwecja          | Ettan Norra               | 25    | 0      |
| 2013    | BK Forward        | Szwecja          | Ettan Norra               | 5     | 0      |
| 2013    | BK Forward (wyp.) | Szwecja          | Ettan Norra               | 2     | 0      |
| 2014    | Örebro SK         | Szwecja          | Allsvenskan               | 11    | 0      |
| 2015    | Örebro SK         | Szwecja          | Allsvenskan               | 14    | 0      |
| 2016    | Örebro SK         | Szwecja          | Allsvenskan               | 12    | 0      |
| 2016/17 | KAA Gent          | Belgia           | Eerste klasse A           | 12    | 0      |
| 2017/18 | KAA Gent          | Belgia           | Eerste klasse A           | 1     | 0      |
| 2017/18 | Aalborg BK        | Dania            | Superligaen               | 29    | 0      |
| 2018/19 | Aalborg BK        | Dania            | Superligaen               | 34    | 0      |
| 2019/20 | Aalborg BK        | Dania            | Superligaen               | 34    | 0      |
| 2020/21 | Aalborg BK        | Dania            | Superligaen               | 32    | 0      |
| 2021/22 | Aalborg BK        | Dania            | Superligaen               | 33    | 0      |
| 2022/23 | Al-Fateh SC       | Arabia Saudyjska | Saudi Professional League | 27    | 0      |
| 2023/24 | Al-Fateh SC       | Arabia Saudyjska | Saudi Professional League | 33    | 0      |

## Sukcesy
Szwecja U-21
- Mistrzostwa Europy U-21 Zwycięstwo: 2015